# Partit de Convergència Democràtica (Guinea Bissau)
El Partit de Convergència Democràtica (portuguès: Partido da Convergência Democrática, PCD) és un partit polític de Guinea Bissau.

## Història
l partit va ser format el 2 agost 1991 de per Víctor Mandinga. A les eleccions generals de 1994 es va presentar Carlos Gomes Júnior com a candidat, ja que Mandinga no era elegible a causa de no tenir tots dos pares nascuts a Guinea Bissau. A les eleccions a l'Assemblea Nacional Popular el partit va rebre el 5,3% dels vots, però no va poder obtenir cap escó.
Abans de les eleccions de 2004 el partit es va unir a l'aliança Plataforma Unida, que no va obtenir cap escó. Es va presentar a les eleccions de 2008 com a part de l'Aliança Democràtica, que va obtenir un sol escó. El partit es va presentar sol a les  eleccions parlamentàries de 2014, obtenint dos escons.